# Эрнандес, Армандо
Арма́ндо Эрна́ндес Вилье́гас (исп. Armando Hernández Villegas; род. 27 сентября 1984, Мехико) — мексиканский кино и телеактёр, дважды номинант на премию «Ариэль», обладатель престижной мексиканской премии «Серебряная богиня».

## Биография

### Ранние годы и первые успехи
Армандо Эрнандес родился в Мехико 27 сентября 1984 года и с малых лет был заинтересован в актёрской игре. Алехандро Реза, проводивший кастинг на фильм «Улица» (2001), обратил внимание на талантливого юношу и пригласил его сыграть одну из главных ролей. Следующей картиной, в котором снялся Армандо, была более серьёзная «Больно любить». В Мексике фильм пользовался огромным успехом, сам Эрнандес получил «Серебряную богиню» за лучшую мужскую роль второго плана, а также был номинирован в аналогичной категории на премию «Ариэль». В то же время он начал активно появляться на мексиканском телевидении, снявшись в подростковой теленовелле «Класс 406», которая транслировалась более, чем в пятнадцати странах мира.

### Первые серьёзные роли
Через четыре года после своего дебюта в кинематографе Армандо получил главную роль в фильме «За небесами», с ним также играли такие известные мексиканские актёры, как Демиан Бичир и Элизабет Сервантес. Он во второй раз был номинирован на «Ариэль», на этот раз в категории «Лучшая мужская роль». Следующим громким проектом с участием Эрнандеса стала «Кровь моей крови», где он с Хорхе Адрианом Эспиндолой снимался в главных ролях. Эта картина получила приз жюри на фестивале Сандэнс, а на кинофестивале в Турции уже сам актёр получил приз за лучшую мужскую роль. Он разделил эту награду с Хесусом Очоа.

### После успеха
В 2007 году Армандо пригласили на главную роль в психологическом триллере, основанном на реальных событиях, «Тростник. Представление». Год спустя он воссоединился с Майей Сапата и Луисом Фернандо Пеньей (вместе они играли в первом фильме Армандо, «Улица») в картине «Сюрприз». Затем Армандо снимался в таких фильмах, как «Рудо и Курси» (2008), «Представь себе Лаура» (2010), «Колосио. Убийство» (2012) и многих других. В настоящее время последним фильмом, в котором сыграл Армандо, является «Эриберто и Деметрио». Сейчас он снимает свой собственный фильм с Хорхе Адрианом Эспиндолой в главной роли.

### На телевидении
После «Класса 406» Армандо был вовлечён в несколько телевизионных проектов, таких как «Капрадокия» (2008—2012), «Женщины-убийцы» (2008 — настоящее время), «Пантера» (2007—2009), «Очарование орла» (2011) и ряд других. Особого упоминания заслуживает его участие в телесериале «Герои севера» (2010/2012), где Армандо играл популярного персонажа Эль Факира.

### В театре
Армандо участвовал в трёх театральных постановках: «Дикие петухи» (2012), «Короткие крылья» (2013) и «Проклятие пряных губ» (2014).

## Награды и номинации
| Год  | Премия            | Номинация                         | Фильм                    | Результат  |
| ---- | ----------------- | --------------------------------- | ------------------------ | ---------- |
| 2003 | Серебряная богиня | Лучшая мужская роль второго плана | Больно любить            | Победитель |
| 2003 | Ариэль            | Лучшая мужская роль второго плана | Любовь, причиняющая боль | Номинант   |
| 2007 | Ариэль            | Лучшая мужская роль               | За небесами              | Номинант   |

## Фильмография
| Год       |   | Русское название          | Оригинальное название           | Роль                             |
| --------- | - | ------------------------- | ------------------------------- | -------------------------------- |
| 2001      | ф | Улица                     | De la calle                     | Серо                             |
| 2002      | ф | Больно любить             | Amar te duele                   | Дженаро                          |
| 2003      | с | Класс 406                 | Clase 406                       | Эль Алебрихе                     |
| 2003      | ф | Леди ночи                 | Ladies' Night                   | Чаво Корнета                     |
| 2004      | с |                           | Mujer, casos de la vida real    | Безымянный герой                 |
| 2004      | с |                           | Rebelde                         | Безымянный герой                 |
| 2005—2006 | с | Соседи                    | Vecinos                         | Кагамо                           |
| 2006      | ф | Секс, любовь и извращения | Sexo, amor y otras perversiones | Эстебан                          |
| 2006      | ф | За небесами               | Fuera del cielo                 | Куку                             |
| 2006      | ф | Яйца                      | Una película de huevos          | Голоса второстепенных персонажей |
| 2006      | ф | Нация фастфуда            | Fast Food Nation                | Роберто                          |
| 2007      | ф | Отец родной               | Padre Nuestro                   | Хуан                             |
| 2007      | ф | Ночной буйвол             | El búfalo de la noche           | Бето                             |
| 2007      | ф | Тростник. Представление   | Cañitas                         | Карлос Трехо                     |
| 2008      | ф | Сюрприз                   | La sorpresa                     | Томас                            |
| 2008      | с | Женщины-убийцы            | Mujeres asesinas                | Хуан Раскон                      |
| 2008      | с |                           | La voladora                     | Аризона                          |
| 2008      | ф | Рудо и Курси              | Rudo y Cursi                    | Сьенпьес                         |
| 2008—2010 | с | Капрадокия                | Capadocia                       | Хоэль Миранда                    |
| 2009      | ф |                           | Sentenciados                    | Эль эредеро                      |
| 2009      | ф |                           | Buenas intenciones              | Безымянный герой                 |
| 2009      | ф | Блестящее намерение       | Un brillante propósito          | Безымянный герой                 |
| 2009      | с | Пантера                   | El Pantera                      | Мако                             |
| 2010      | ф |                           | Amaneceres oxidados             | Алехандро                        |
| 2010      | ф | Високосный год            | Año bisiesto                    | Номер три                        |
| 2010      | ф | Представь себе Лаура      | Te presento a Laura             | Меме                             |
| 2010—2012 | с | Герои севера              | Los héroes del norte            | Эль Факир                        |
| 2011      | с | Очарование орла           | El Encanto del Aguila           | Ласаро Карнедас                  |
| 2012      | ф |                           | El Shakka                       | Атила                            |
| 2012      | ф |                           | Ciegas, sordas y divorciadas    | Ренсо                            |
| 2012      | ф | Колосио. Убийство         | Colosio: El asesinato           | Агустин                          |
| 2013      | ф |                           | Vía Láctea                      | Марте                            |
| 2013      | с | Как говорится             | Como dice el dicho              | Джованни                         |
| 2013      | ф |                           | Ladies Nice                     | Херман                           |
| 2013      | ф |                           | Tlatelolco, Verano de 68        | Пако                             |
| 2014      | ф | Эриберто и Деметрио       | Heriberto y Demetrio            | Деметрио                         |
| 2014      | ф |                           | Las oscuras primaveras          | Продавец                         |